# 岩手県立宮古高等学校
岩手県立宮古高等学校（いわてけんりつみやここうとうがっこう, 英: Iwate Prefectural Miyako High School）は、岩手県宮古市に所在する公立の高等学校。通称「宮高」（みやこう）。

## 概要
1923年（大正12年）に開校した「宮古町立宮古実科高等女学校」を前身とする。2013年（平成25年）に創立90周年を迎えた。これまでは全日制課程普通科および定時制課程普通科を設置していたが、2018年（平成30年）からは、岩手県立杜陵高等学校の通信制課程の分室から独立する形で通信制課程が追設された。
『易経』から取られた「天行健 君子以自彊不息」（てんこうけんなり くんしはもってみずからつとめてやまず）が校訓。校章は白銀の星と菊の葉の絵を組み合わせたもの。校歌の歌詞は4番まである。

## 沿革
高等女学校・新制高等学校（女子校）時代
- 1923年（大正12年）4月4日 - 「宮古町立宮古実科高等女学校」が開校。
- 1929年（昭和4年）
  - 4月1日 - 「宮古町立宮古高等女学校」と改称。
  - 8月1日 - 岩手県に移管され、「岩手県立宮古高等女学校」と改称。
- 1931年（昭和6年）9月1日  - 寄宿舎「白鴎寮」が完成。
- 1947年（昭和22年）4月1日 - 学制改革（六・三制の実施）
  - 高等女学校の生徒募集を停止。新制中学校「岩手県立宮古高等女学校併設中学校」（以下「併設中学校」）を併設し、高等女学校1・2年修了者を新制中学2・3年生として収容。併設中学校はあくまで暫定的に設置されたもので、新たに生徒募集は行われず、在校生が2・3年生のみの中学校であった。高等女学校3・4年修了者はそのまま高等女学校4・5年生として在籍。
- 1948年（昭和23年）4月1日 - 学制改革（六・三・三制の実施）により、高等女学校が廃止され、新制高等学校「岩手県立宮古第二高等学校」（女子校）が発足。
  - 高等女学校卒業生を新制高校3年生として、高等女学校4年修了者を新制高校2年生として編入。併設中学校卒業生を新制高校1年生として収容。併設中学校は「岩手県立宮古第二高等学校併設中学校」として継承され、在校生が1946年（昭和21年）に高等女学校へ入学した3年生のみとなる。
- 1949年（昭和24年）3月31日 - 最後の卒業生を送り出し、併設中学校を廃止。

旧制中学校・新制高等学校（男子校）時代
- 1943年（昭和18年）4月1日 - 「岩手県立宮古中学校」（旧制中学校）の設立が認可される。
- 1947年（昭和22年）4月1日 - 学制改革（六・三制の実施）
  - 旧制中学校の生徒募集を停止。
  - 新制中学校「岩手県立宮古中学校併設中学校」（以下「併設中学校」）を併設し、旧制中学校1・2年修了者を新制中学2・3年生として収容。併設中学校はあくまで暫定的に設置されたもので、新たに生徒募集は行われず、在校生が2・3年生のみの中学校であった。旧制中学校3・4年修了者はそのまま旧制中学校4・5年生として在籍。
- 1948年（昭和23年）
  - 4月1日 - 学制改革（六・三・三制の実施）により、旧制中学校が廃止され、新制高等学校「岩手県立宮古第一高等学校」（男子校）が発足。
    - 宮古市立商業学校を統合。旧制中学校卒業生を新制高校3年生として、旧制中学校4年修了者を新制高校2年生として編入。併設中学校卒業生を新制高校1年生として収容。併設中学校は「岩手県立宮古第一高等学校併設中学校」として継承され、在校生が1946年（昭和21年）に旧制中学校へ入学した3年生のみとなる。

  - 5月2日 - 定時制課程を開設。定時制川井分校を設置。
- 1949年（昭和24年）3月31日 - 最後の卒業生を送り出し、併設中学校を廃止。

新制高等学校（男女共学）
- 1949年（昭和24年）
  - 4月1日 - 高校三原則に基づく公立高等学校の再編。
    - 岩手県立宮古第一高等学校（男子校）と岩手県立宮古第二高等学校（女子校）が統合され、総合制高等学校「岩手県立宮古高等学校」が発足。男女共学を開始。

  - 4月10日 - 定時制刈屋分校、田老分校、田老鉱山分室を設置。
- 1950年（昭和25年）9月4日 - 校歌を制定。
- 1957年（昭和32年）3月30日 - 全日制課程3学科（普通科・商業科・家庭科）、定時制課程1学科（普通科）を設置。田老分校に普通科、田老鉱山分校に採鉱科、刈屋分校に普通科、川井分校に普通科を設置。
- 1963年（昭和38年）4月1日 - 全日制課程商業科・家庭科が分離し、岩手県立宮古商業高等学校として独立。
- 1967年（昭和42年）3月31日 - 田老鉱山分校を廃止。
- 1973年（昭和48年）
  - 3月27日 - 新校舎（第一期工事）が完成。
  - 3月31日 - 刈屋分校を本校定時制課程へ統合。
- 1974年（昭和49年）3月23日 - 寄宿舎「白鴎寮」を閉舎。
- 1975年（昭和50年）6月30日 - 第一体育館が完成。
- 1978年（昭和53年）3月31日 - 田老分校が分離し、岩手県立宮古北高等学校として独立。
- 1981年（昭和56年）4月1日 - 定時制課程普通科、岩手県立宮古高等技術専門校との技能連携による機械コースを開設。
- 1994年（平成6年）4月1日 - 定時制課程普通科、岩手県立杜陵高等学校通信制宮古分室との連携による定通併修コースを開設。定時制課程と通信制課程を併せて学ぶことによって、従来4年かかっていた卒業が、3年で可能となる。
- 1998年（平成10年）
  - 3月16日 - 校舎大規模改修（第一期工事）が完了。
  - 3月31日 - 定時制課程普通科、宮古高等技術専門校技能連携による普通科機械コースの募集を停止。
- 2010年（平成22年）3月31日 - 川井校を廃止。
- 2018年 (平成30年) 4月1日 - 岩手県立杜陵高等学校通信制宮古分室が本校の通信制課程として独立[1]。

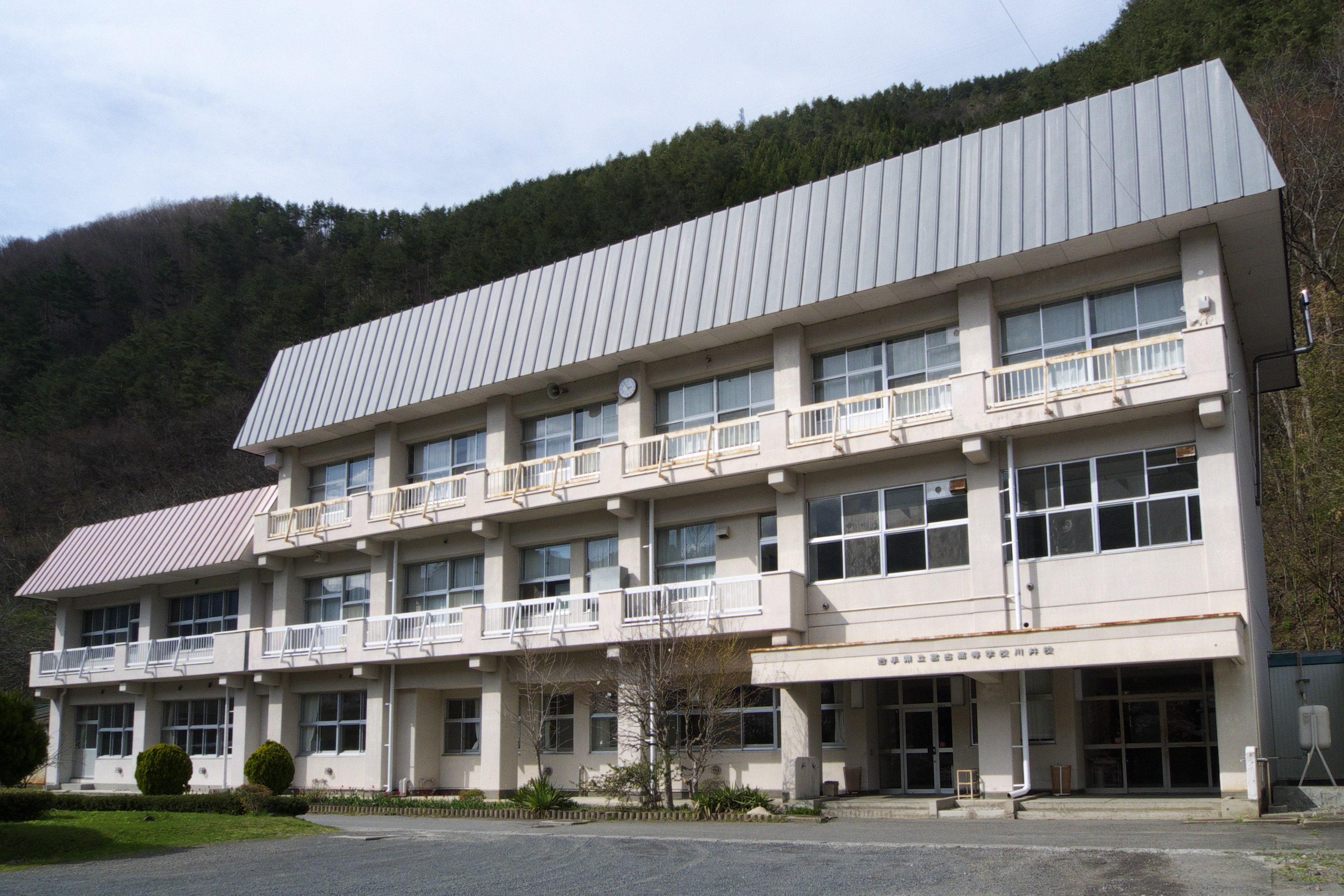
川井校（閉校後に撮影）

川井校
川井校の所在地 岩手県宮古市川井1-60-3
- 1948年（昭和23年）5月2日 - 岩手県立宮古第一高等学校定時制課程川井分校夜間部が設置される。
- 1949年（昭和24年）4月1日 - 岩手県立宮古高等学校定時制課程川井分校夜間部に改称。
- 1950年（昭和25年）4月1日 - 昼間部を開講。
- 1954年（昭和29年）3月 - 夜間部を開講。
- 1971年（昭和46年）4月1日 - 全日制課程に転換。定時制課程の募集を停止。
- 1974年（昭和49年）3月 - 定時制課程を廃止。
- 1975年（昭和50年）5月 - 体育館が完成。
- 1979年（昭和54年）4月 - 鉄筋コンクリート造3階建ての校舎が完成。
- 1982年（昭和57年）3月 - 校舎の拡張整備を実施。新校門を設置。
- 1987年（昭和62年）3月 - 校舎の増改築が完成。
- 1991年（平成3年）
  - 4月1日 - 岩手県立宮古高等学校川井校と改称。
  - 11月 - 部室が完成。
- 2000年（平成12年）12月 - 宮古地域広域行政事務組合により、地域防災計画に定めるヘリポートとして指定される。
- 2001年（平成13年）1月 - 校舎改修工事を完了。
- 2002年（平成14年）6月 - テニスコートが完成。
- 2008年（平成20年）4月 - 募集を停止。
- 2010年（平成22年）3月31日 - 廃止。

## 部活動
全日制課程
- 空手道部
- 剣道部
- 硬式野球部（男）春2･夏1回甲子園出場
- サッカー部
- 柔道部
- ソフトテニス部
- ソフトボール部（女）
- 卓球部
- 登山部（男）
- バスケットボール部
- バレーボール部
- ボート部
- ヨット部
- ラグビー部（男）
- 陸上競技部

文化部
- 音楽部
- 書道部
- 吹奏楽部 全国総合文化祭出場
- 生物部
- 美術部
- 放送部
- 茶華道部
- 文芸サークル

定時制課程
運動部
- 卓球部
- バスケットボール部（男） - 休部
- 陸上競技部
- 運動同好会

文化部
- 芸術部

通信制課程
運動部
- バドミントン部
- 卓球部
- バレーボール部（女）

## 交通アクセス
- 東日本旅客鉄道（JR東日本）山田線・三陸鉄道リアス線 宮古駅より徒歩10分

## 著名な出身者
- 久保田茂 - 元NHKアナウンサー
- 坂下敬 - 日本弁慶連盟会長・覆面レスラー
- 森谷絜 - 北海道大学名誉教授
- 横山国夫 - 元プロ野球選手
- 佐々木勝利 - 元プロ野球選手
- 山内智一 - 元ラグビー選手
- 山口貴豊 - 元ラグビー選手
- 吉田タキノ - 児童文学作家
- 関東申峻 - ラグビー選手
- 熊坂伸子 - 宮古市議会議員
- 高岩遼 - ミュージシャン
- 前川健二 - 俳優、YouTuber(劇団スカッシュ)
- 坂下悠乃 - 気象予報士
- MIRAI - プロレスラー
- 中村尚道 - 宮古市長